# Controguerra Ciliegiolo riserva
Le Controguerra Ciliegiolo riserva est un vin italien de la région Abruzzes doté d'une appellation DOC depuis le 20 août 1996. Seuls ont droit à la DOC les vins rouges récoltés à l'intérieur de l'aire de production définie par le décret. 

## Aire de production
Les vignobles autorisés se situent en province de Teramo dans les communes de Controguerra, Torano Nuovo, Ancarano, Corropoli et Colonnella.
Le vin rouge du type Ciliegiolo riserva répond à un cahier des charges plus exigeant que le Controguerra Ciliegiolo, essentiellement en relation avec le vieillissement et le titre alcoolique.

## Caractéristiques organoleptiques
- couleur : rosé tendant vers un rouge cerise
- odeur : typique
- saveur : sèche,  harmonique

## Production
Province, saison, volume en hectolitres :
- pas de données disponible